# Fishbourne

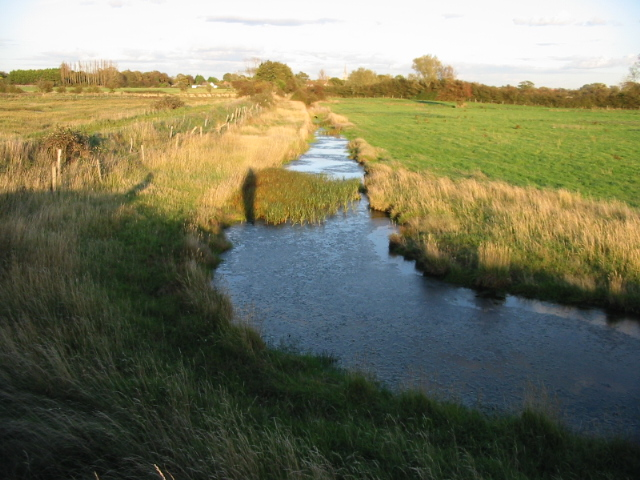
Canal

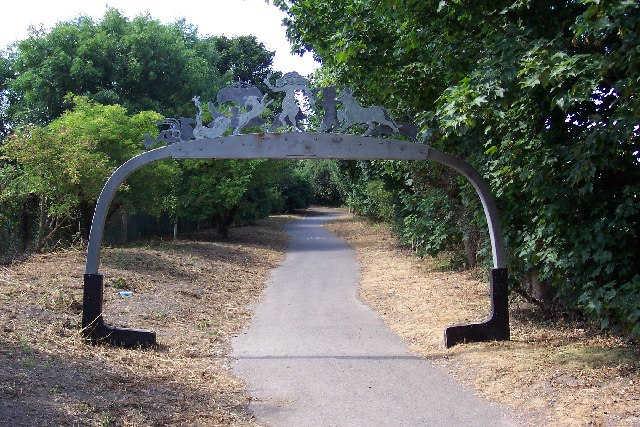
Escultura de Richard Farrington, titulada Roman Archway situada en el camino que lleva al palacio romano.

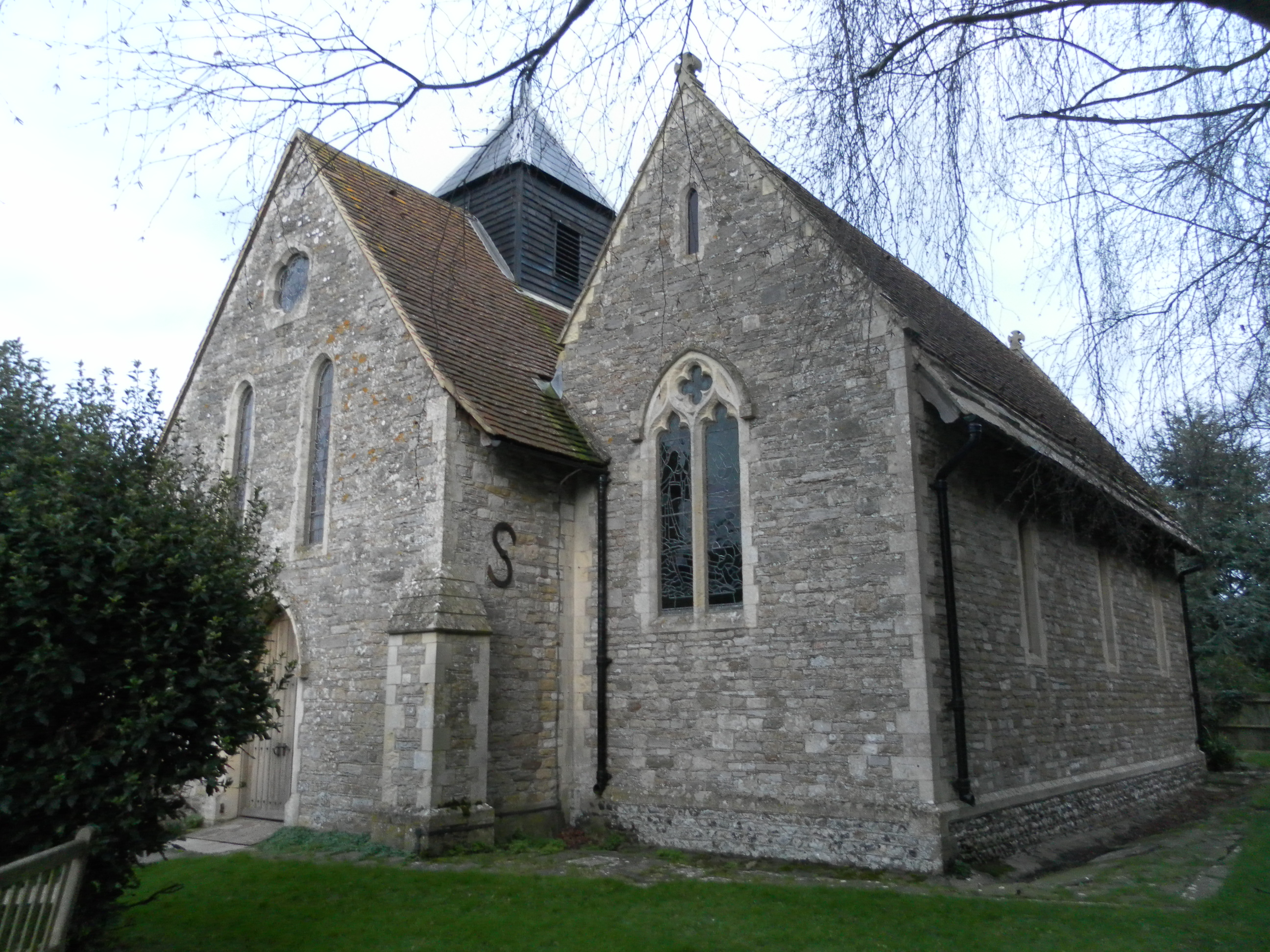
Iglesia de Fishbourne.

Fishbourne es una localidad situada en el condado de Sussex Occidental, en Inglaterra (Reino Unido), con una población estimada a mediados de 2016 de 2481 habitantes.
Se encuentra ubicada al sur de la región Sudeste de Inglaterra, cerca de la costa del canal de la Mancha y de la ciudad de Chichester —la capital del condado— y al sur de Londres.
Es conocido por haberse encontrado allí un importante yacimiento arqueológico de la época romana.

## Toponimia
El nombre de este municipio aparece escrito de diversas maneras a lo largo de la historia: Fissaburna, Fiseborne y Fysshburn que significa «corriente de agua con peces». Se trata de un topónimo de origen anglosajón que también se encuentra al otro lado del estrecho, en la isla de Wight.

## Geografía
Se sitúa al noroeste del puerto de Chichester, el puerto natural que se forma en el Solent, el estrecho que separa la isla de Gran Bretaña de la isla de Wight. Su territorio municipal limita al sur con el río Lavant, al otro lado del cual se encuentra el municipio de Apuldram.

## Historia
En la época de la conquista romana, el río Lavant era navegable. Se han encontrado importantes restos arqueológicos que demuestran la existencia de una población romana en el año 43 d. C. El lugar donde se encuentra el conjunto de excavaciones se conoce como Palacio romano de Fishbourne. Una hipótesis, basada en una cita del historiador Suetonio, dice que éste fue el lugar donde desembarcaron un grupo de soldados romanos que venían a apoyar a la tribu aliada de los atrebates, cuyo rey había pedido ayuda a Roma para combatir a sus enemigos. Los atrebates tenían su capital en la vecina Calleva Atrebatum (actual Silchester). Cuando decidieron quedarse por más tiempo, sustituyeron las primeras edificaciones de madera y los graneros por otros de piedra e incluso construyeron una gran villa, ricamente decorada, similar a los palacios de los emperadores. Esta villa fue destruida a finales del siglo III y no se volvió a reconstruir.
Posteriormente, donde habían estado los barracones del ejército romano se instalaron talleres de cerámica y herrerías. En la época normanda se construyó una iglesia, dedicada a la advocación de San Pedro y Santa María (que fue reparada en 1821). En 1687 se construyó una casa señorial, de arquitectura sencilla de ladrillo, llamada Manor Fishbourne.
Actualmente el pueblo cuenta con estación de ferrocarril y es muy visitado por turistas que quieren ver las ruinas de la villa romana. En la localidad se celebra un festival de música tradicional.